# Vincenzo de Grazia

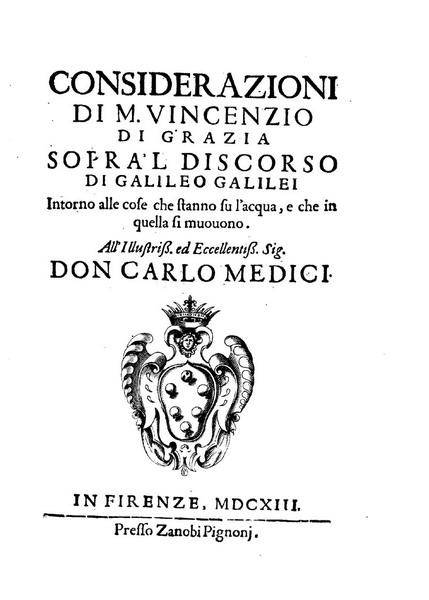
Considerazioni di m. Vincenzo Di Grazia sopra 'l d (1613)

Vincenzo de Grazia, född 19 februari i 1785 Mesoraca, död 20 november 1856 i Neapel, var en italiensk filosof.
de Grazia studerade i Neapel och tog examen som ingenjör 1811 och enrollerade sig sedan i kungariket De bägge siciliernas armé. Inom filosofin var han autodidakt och hans tänkande hade föga spridning under hans livstid. Och han misslyckades med att få tillträde till professorstiteln efter den år 1846 avlidne Pasquale Galluppi. I sin filosofi opponerade de Grazia sig mot den kantianska kritiken och den hegelska idealismen till förmån för erfarenheten. Under sina sista år sökte han förena sin gnoseologiska realism med den tomistiska filosofin.